# لوری کسیدی
لوری کسیدی (انگلیسی: Laurie Cassidy; ۱۰ مارس ۱۹۲۳ – نوامبر ۲۰۱۰ (aged 87)) بازیکن فوتبال اهل بریتانیا بود.
از باشگاه‌هایی که در آن بازی کرده‌است می‌توان به باشگاه فوتبال منچستر یونایتد و باشگاه فوتبال اولدهام اتلتیک اشاره کرد.